# 乔治·克莱因
乔治·约翰·克莱因，OC MBE（英語：George Johann Klein，1904年8月15日—1992年11月4日），出生于加拿大安大略省哈密尔顿，是一位发明家，被称为20世纪加拿大最多产的发明家。他发明了第一代电动轮椅。